# Vlákna (film, 1984)
Vlákna (v anglickém originále Threads) je britské dokumentární drama v produkci BBC z roku 1984. Scénář napsal Barry Hines a režíroval Mick Jackson. Film popisuje naturalistickým dokumentárním stylem jadernou válku a její důsledky na Sheffield v Anglii.